# Sugiuchi Kazuko
Sugiuchi Kazuko (杉内; nata Honda Kazuko, 本田 寿子; 6 marzo 1927) è una giocatrice di go giapponese.
Iniziò a studiare il go all'età di 6 anni, guidata dal padre, e divenne successivamente professionista come le sue due sorelle, Honda Sachiko 7p e Kusunoki Teruko 7p.
È stata discepola di Kita Fumiko, e ha avuto come discepole Kanno Naomi e Kato Tomoko.
Dal 1953 al 1956 vinse quattro edizioni consecutive dell'All-Japan Women's Championship (il predecessore dell'Honinbo femminile).
Nel 1983 (anno in cui raggiunse il grado di 8 dan e ottenne il premio Kido) e nel 1986 vinse due edizioni del Kakusei femminile.
Dal 1991 al 1994 vinse quattro edizioni consecutive del Meijin femminile: le prime tre volte contro Aoki Kikuyo, la quarta contro Ogawa Tomoko; nel 1995 perse il titolo contro Kato Tomoko.
Nel 1999 perse la finale del Kisei femminile contro la detentrice del titolo Izumi Kobayashi.
Nel 2014 divenne la prima donna a conseguire 600 vittorie.
Sposata con il professionista Sugiuchi Masao 9p, dopo la morte del marito, avvenuta nel 2017, è tornata a competere professionalmente all'età di 91 anni. Con la vittoria conseguita su Yokota Hinano 1 dan nei preliminari C della sessantaduesima edizione del Judan, il 13 aprile 2023, ha stabilito il record per la donna più anziana a conseguire una vittoria, con 96 anni e 1 mese, mentre ad aprile 2024 ha stabilito il record di professionista giapponese più anziano a disputare una partita a 97 anni e 1 mese, migliorando il primato di suo marito.

## Palmarès
| Nazionali                      | Nazionali     | Nazionali            |
| Torneo                         | Vittorie      | Finalista            |
| ------------------------------ | ------------- | -------------------- |
| All-Japan Women's Championship | 4 (1953-1956) |                      |
| Kakusei femminile              | 2 (1983-1986) | 3 (1980, 1987, 1990) |
| Meijin femminile               | 4 (1991-1994) | 1 (1995)             |
| Kisei femminile                |               | 1 (1999)             |